# Illusions on a Double Dimple
Albums de Triumvirat
Mediterranean Tales
(1972) Spartacus
(1975)
Singles
Illusions on a Double Dimple est le deuxième album studio du groupe rock progressif allemand Triumvirat.

## Historique
Il s'agit du premier album avec Helmut Köllen en remplacement d'Hans Pape. Celui-ci assure cependant la basse sur la face A.
 Impressionné par l'aisance musicale et technique du groupe, leur label EMI- Electrola, accorda au groupe un temps supplémentaire en studios, ce qui permit à celui-ci de rajouter des partitions avec l'Opera House Orchestra de Cologne et la section de cuivres de Kurt Edelhagen.

L'album reçu un bon accueil de la part des critiques et un employé du label EMI, Alec Johnson qui travaillait au département export, envoya une copie de l'album à Capitol Records aux États-Unis et reçut une réponse positive. Capitol Records sortit l'album aux États-Unis ce qui permit à Triumvirat d'y faire une tournée de 40 dates en première partie de Fleetwood Mac.

## Liste des titres
- Les musiques sont signées par Jürgen Fritz et les paroles par Hans Bathelt sauf indication contraire.

### Face A
1. Illusions on a Double Dimple - 23 min 11 s
  - Flashback - 54 s
  - Schooldays - 3 min 20 s
  - Triangle - 6 min 55 s
  - Illusions - 1 min 40 s
  - Dimplicity - 5 min 28 s
  - Last Dance - 4 min 42 s

### Face B
1. Mister Ten Percent - 21 min 21 s
  - Maze - 3 min 01 s
  - Dawning - 1 min 01 s
  - Bad Deal - 1 min 40 s
  - Roundabout - 5 min 49 s
  - Lucky Girl (Musique de Helmut Köllen) - 4 min 32 s
  - Million Dollars - 5 min 19 s

### Titres bonus réédition 2002
- Dancer's Delight (single) - 3 min 34 s
- Timothy (single) - 4 min 10 s
- Dimplicity (edit) - 3 min 17 s
- Million Dollars (edit) - 2 min 35 s

## Personnel
- Hans-Jürgen Fritz : Piano, orgue, synthétiseurs, chœurs.
- Hans-Georg Pape : Chant sur la face A exclusivement.
- Helmut Köllen : Basse sur la face A, basse, guitares électrique et acoustique, chant face B.
- Hans Bathelt : Batterie, percussions, textes.

## Musiciens additionnels
- Opera House Orchestra de Cologne.
- Section de cuivres de Kurt Edelhagen.
- Ulla Wiesmer, Brigitte Thomas & Hanna Dölitzsch : chœurs.
- Peter Cadera : narration.